# FC Lokomotive Frankfurt
FC Lokomotive Frankfurt is een Duitse voetbalclub uit Frankfurt (Oder), Brandenburg.

## Geschiedenis
De club werd in 1948 opgericht als BSG van de Deutsche Reichsbahn onder de naam BSG Lokomotive Frankfurt. In 1955 promoveerde de club naar de Bezirksliga Frankfurt en werd meteen vicekampioen. In 1957 profiteerde de club van een uitbreiding van de II. DDR-Liga van twee naar vijf reeksen en promoveerde. Met slechts tien punten degradeerde de club al na één seizoen. Tot 1977 speelde de club in de Bezirksliga dat vanaf 1963 de derde klasse was.
Na de Duitse hereniging werden alle BSG's ontbonden en werd de naam ESV Lok Frankfurt en later ESV 1948 Frankfurt. De club bleef in de laagste reeksen spelen. In 2008 trad de voetbalafdeling uit de ESV en werd zo FC Lokomotive Frankfurt.